# Reprezentacja Japonii w piłce nożnej kobiet
Reprezentacja Japonii w piłce nożnej kobiet – zespół biorący udział w imieniu Japonii w zawodach piłkarskich. Za jej funkcjonowanie odpowiedzialny jest Japoński Związek Piłki Nożnej - Nippon Sakkā Kyōkai. Podczas mistrzostw świata odbywających się w 2011 roku zespół pokonał w finałowym spotkaniu Stany Zjednoczone po serii rzutów karnych zdobywając pierwszy złoty medal w tych rozgrywkach. Zespół jest jednym z sześciu, który uczestniczył we wszystkich turniejach mistrzostw świata.

## Historia
W latach 70. XX wieku wzrosła liczba kobiet uprawiających piłkę nożną oraz liczba drużyn piłkarskich kobiet. W 1979 roku po raz pierwszy rozegrany został All-Japan Women's Soccer Championship, czyli Puchar Japonii w piłce nożnej kobiet, a już dwa lata później drużyna składająca się z zawodniczek uczestniczących w regionalnych rozgrywkach zagrały mecz międzynarodowy w Hongkongu.
W 1986 roku Ryohei Suzuki został wybrany jako pierwszy selekcjoner kobiecej reprezentacji Japonii. 21 stycznia tego roku zespół rozegrał swój pierwszy mecz pokonując w Dżakarcie zespół Indii. W 1989 roku powstała japońska liga L. League, a dwa lata później Japonki awansowały na pierwszy turniej mistrzostw świata, dzięki zajęciu drugiego miejsca w Pucharze Azji. Podczas turnieju finałowego Japonki przegrały wszystkie trzy spotkania fazy grupowej i zajęła czwarte miejsce w klasyfikacji końcowej grupy B, uzyskując jednocześnie najgorszy bilans bramek ze wszystkich zespołów uczestniczących w turnieju. Cztery lata później Japonki zajęły trzecie miejsce w fazie grupowej odnosząc pierwsze zwycięstwo w mistrzostwach świata pokonując Brazylijki. Dwie bramki w tym spotkaniu zdobyła Akemi Noda zostając pierwsza Japonką, która zdobyła bramkę na imprezie mistrzowskiej. Zespół zakończył jednak rozgrywki już w ćwierćfinale przegrał z USA. Miejsce w pierwszej ósemce mistrzostw zagwarantowało Japonkom uczestnictwo w igrzyskach olimpijskich w Atlancie, jednak Japonki nie odegrały ważnej roli w turnieju przegrywając wszystkie spotkania fazy grupowej. W kolejnych trzech kolejnych turniejach mistrzostw świata Japonki nie zdołały przejść fazy grupowej. W 2004 roku po wzroście zainteresowania zespołem japońska federacja piłkarska zorganizowała konkurs na nazwę dla zespołu. Wybrano Nadeshiko Japan, która była jedną z około 2700 propozycji. Nazwa pochodzi od rodzaju goździka oraz frazy używanej w Japonii Yamato nadeshiko (大 和 抚 子), oznaczający idealną Japonkę. W odbywających się w tym samym roku igrzysk w Atenach Japonki awansowały do ćwierćfinału, gdzie przegrały z Amerykankami.
W 2011 roku Japonki zdobył pierwszy tytuł mistrzostw świata pokonując w finale Amerykanki w serii rzutów karnych, rok później w rewanżu zawodniczki z Ameryki Północnej zdobyły złoty medal pokonując w finale Azjatki 1:2, uzyskując najlepszy wynik w historii japońskiej piłki nożnej, zdobywając drugi po brązowym medalu męskiej reprezentacji w 1968 roku w Meksyku medal igrzysk olimpijskich w piłce nożnej dla Japonii.

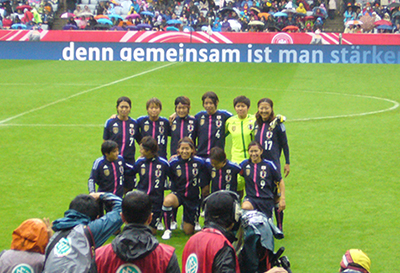
Zespół Japonii w 2013 w meczu przeciwko Niemkom.

Wcześniej w styczniowym turnieju Puchar Algarve po raz pierwszy w historii awansowały do meczu finałowego, w którym przegrały z Niemkami. Sytuacja ta powtórzyła się w 2014 roku. W maju 2014 roku Japonki pierwszy raz zwyciężyły w rozgrywkach o Puchar Azji i zapewniły sobie tym samym udział w odbywających się w Kanadzie w 2015 roku mistrzostwach świata. W 2018 roku ponownie wygrały Puchar Azji, dzięki czemu awansowały na mundial 2019 rozgrywany we Francji. Występ na tym turnieju zakończyły na 1/8 finału. 

## Udział w międzynarodowych turniejach

### Igrzyska olimpijskie
| 1996 | Awans                   | Faza grupowa            |
| 2000 | Nie zakwalifikowała się | Nie zakwalifikowała się |
| 2004 | Awans                   | Ćwierćfinał             |
| 2008 | Awans                   | IV miejsce              |
| 2012 | Awans                   | II miejsce              |
| 2016 | Nie zakwalifikowała się | Nie zakwalifikowała się |
| 2020 | Gospodarz               | Ćwierćfinał             |
| 2024 |                         |                         |
| 2028 |                         |                         |

### Mistrzostwa świata
* – Remisy w fazie pucharowej rozstrzygane w seriach rzutów karnych.
| Udział w mistrzostwach świata | Udział w mistrzostwach świata | Udział w mistrzostwach świata | Udział w mistrzostwach świata | Udział w mistrzostwach świata | Udział w mistrzostwach świata | Udział w mistrzostwach świata | Udział w mistrzostwach świata | Udział w mistrzostwach świata |
| Rok                           | Wynik                         | M                             | W                             | R*                            | P                             | B+                            | B-                            | +/-                           |
| ----------------------------- | ----------------------------- | ----------------------------- | ----------------------------- | ----------------------------- | ----------------------------- | ----------------------------- | ----------------------------- | ----------------------------- |
| 1991                          | Faza grupowa                  | 3                             | 0                             | 0                             | 3                             | 0                             | 12                            | −12                           |
| 1995                          | Ćwierćfinał                   | 4                             | 1                             | 0                             | 3                             | 2                             | 8                             | −6                            |
| 1999                          | Faza grupowa                  | 3                             | 0                             | 1                             | 2                             | 1                             | 10                            | −9                            |
| 2003                          | Faza grupowa                  | 3                             | 1                             | 0                             | 2                             | 7                             | 6                             | +1                            |
| 2007                          | Faza grupowa                  | 3                             | 1                             | 1                             | 1                             | 3                             | 4                             | 0                             |
| 2011                          | Mistrzostwo                   | 6                             | 4                             | 1                             | 1                             | 12                            | 6                             | +6                            |
| 2015                          | II miejsce                    | 7                             | 6                             | 0                             | 1                             | 11                            | 8                             | +3                            |
| 2019                          | 1/8 finału                    | 4                             | 1                             | 1                             | 2                             | 3                             | 5                             | -2                            |
| Łącznie                       | 8/8                           | 33                            | 14                            | 4                             | 15                            | 39                            | 59                            | -20                           |